# Black Diamond: The Anthology
Black Diamond: The Anthology es un álbum recopilatorio de la banda finlandesa de power metal, Stratovarius. Este disco doble que contiene 30 de las canciones más famosas del grupo a lo largo de su historia desde su primer disco Fright Night al último Stratovarius. Fue lanzado el 24 de abril de 2006 por el sello discográfico Noise Records. Es el segundo álbum lanzado a nivel mundial después de The Chosen Ones publicado en 1999.

## Listado de Canciones
| 1. "Future Shock" 2. "Break The Ice" 3. "The Hands of Time" 4. "Twilight Time 5. "Out Of The Shadows" 6. "Hold Into Your Dream" 7. "Dreamspace" 8. "Atlantis/Abyss" 9. "Shattered 10. "Against The Wind" 11. "Distant Skies" 12. "Stratovarius" 13. "Twilight Symphony" 14. "Speed Of Light" 15. "Father Time" | 1. "Will The Sun Rise?" 2. "Stratosphere" 3. "Forever." 4. "The Kiss of Judas" 5. "Black Diamond" 6. "Forever Free" 7. "Paradise" 8. "S.O.S" 9. "No Turning Back" 10. "4000 Rainth Ninght" 11. "Playing With Fire" 12. "Hunting Hight And Low" 13. "Will My Soul Ever Rest In Peace" 14. "Eagleheart" 15. "I Walk To My Own Song" |

## Miembros
- Timo Kotipelto - Voces
- Timo Tolkki - Guitarra
- Lauri Porra - Bajo
- Jens Johansson - Teclado
- Jörg Michael - Batería